# Miami Gardens (condado de Broward, Flórida)
Miami Gardens é uma antiga Região censo-designada localizada no estado americano da Flórida, no Condado de Broward.
Desde o início do século XXI que se estabeleceu no local um movimento cívico para a incorporação de várias regiões censo-designadas próximas. Os habitantes do Condado de Miami-Dade que viviam junto à fronteira com o Condado de Broward, nos antigos CDP's de Andover, Bunche Park, Carol City, Lake Lucerne, Norland, e Opa-Locka North decidiram pela incorporação na cidade de Miami Gardens em 2003. De acordo com o censo de 2004, a cidade recém-formada tem uma população 100 887 habitantes; contudo, estimativas correntes indicam 105 414 habitantes. Miami Gardens é a maior cidade da Flórida com uma maioria de residentes de raça negra.
A cidade é, também, sede dos Miami Dolphins e dos Florida Marlins que jogam (ambos) no Dolphins Stadium.

## Demografia
Segundo o censo americano de 2001, a sua população era de 2706 habitantes.

## Geografia
De acordo com o United States Census Bureau tem uma área de 1,1 km², dos quais 1,1 km² cobertos por terra e 0,0 km² cobertos por água.

## Localidades na vizinhança
O diagrama seguinte representa as localidades num raio de 8 km ao redor de Miami Gardens.